# Vittorio Mosele
Vittorio Mosele (Thiene, Provincia de Vicenza, Italia, 1 de febrero de 1912 - Salerno, Italia, 3 de julio de 1982) fue un futbolista y entrenador italiano. Se desempeñaba como guardameta.

## Trayectoria
Comenzó en el club de su ciudad natal, el Thiene. En 1931 fue adquirido por el Alessandria, debutando en la Serie A italiana. Se quedó en el conjunto piamontés por cuatro temporadas, para luego pasar al Napoli. En la ciudad del Golfo jugó un total de 53 partidos hasta 1938. Luego fue contratado por el Modena, disputando dos ligas de Serie A, y por el Biellese. Después de la guerra, tras dos años de inactividad, volvió a Campania para fichar por el Salernitana; aquí se retiró en 1947, logrando el ascenso a la Serie A.
En 1945 asumió el doble papel de jugador y entrenador del Salernitana. Durante la temporada 1948/49 reemplazó a Luigi De Manes como técnico del Napoli. Luego entrenó a otros clubes del Sur de Italia, como el Cosenza, el Cavese, el Potenza y de nuevo el Salernitana.

## Clubes

### Como futbolista
| Club        | País   | Año       |
| ----------- | ------ | --------- |
| Thiene      | Italia | 1929-1931 |
| Alessandria | Italia | 1931-1935 |
| SSC Napoli  | Italia | 1935-1938 |
| Modena      | Italia | 1938-1940 |
| Biellese    | Italia | 1940-1942 |
| Salernitana | Italia | 1945-1947 |

### Como entrenador
| Club        | País   | Año       |
| ----------- | ------ | --------- |
| Salernitana | Italia | 1945      |
| Napoli      | Italia | 1948-1949 |
| Cosenza     | Italia | 1949-1950 |
| Cavese      | Italia | 1950-1952 |
| Potenza     | Italia | 1952-1953 |
| Salernitana | Italia | 1959      |